# 西科斯基 S-42
西科斯基 S-42是第一種真正能夠越洋飛行的水上飛機。只為泛美航空制造過10架，於1934年3月30日首飛。S-42亦被稱為飛行飛剪船（Flying Clipper）和泛美飛剪船（Pan Am Clipper）。

## 規格 (S-42A)
基本信息
- 机组：4名
- 容量：日間37名乘客(座位)或夜間14名乘客(臥鋪)

性能

## 外部連結
- Sikorsky S-42